# Dave O'Brien (actor)
Dave O'Brien (31 de mayo de 1912 – 8 de noviembre de 1969) fue un actor, director y guionista cinematográfico de estadounidense. 

## Biografía
Su verdadero nombre era David Poole Fronabarger, y nació en Big Spring, Texas. O'Brien inició su carrera cinematográfica realizando pequeños papeles, y consiguiendo gradualmente hacer actuaciones de mayor entidad, principalmente en el cine de serie B. En esa época O'Brien hizo un pequeño papel bailado con Bebe Daniels en el musical de 1933 de Busby Berkeley 42nd Street. 
O'Brien llegó a hacerse una figura familiar del público en la década de 1940, trabajando en la famosa serie de cortos cómicos de Metro-Goldwyn-Mayer titulada Pete Smith Specialties, y la cual era narrada por Pete Smith. O'Brien escribió y dirigió muchas de esas producciones bajo el nombre de David Barclay. 
Además de ello, trabajó en muchos westerns de bajo presupuesto, a menudo con el nombre artístico de 'Tex' O'Brien, aludiendo a su estado natal. Entre las películas en las que actuó figuran Reefer Madness (1936), Queen Of The Yukon (1940), The Devil Bat (1940), Son of the Navy (1940) y The Man Who Walked Alone (1945), en estas tres últimas trabajando con Donald Kerr.
En 1942 O'Brien protagonizó el serial cinematográfico Captain Midnight, e interpretó el papel principal en el western Brand of the Devil en 1944. Una de sus últimas actuaciones tuvo lugar en la cinta musical Kiss Me, Kate (1953), una de las pocas ocasiones en las cuales hizo cine de clase 'A'.
O'Brien se casó con una de sus coprotagonistas en Reefer Madness, Dorothy Short, en 1936, aunque se divorciaron en 1954. Tuvieron dos hijos. En 1955 se casó con Nancy O'Brien, con la que tuvo otros tres hijos. Dave O’Brien, buen marinero y patrón de yate, falleció en 1969, a los 57 años de edad, a causa de un infarto agudo de miocardio ocurrido mientras se encontraba a bordo de un velero de 60 pies llamado The White Cloud. En ese momento se encontraba compitiendo en una regata en la costa de California, cerca de la Isla Santa Catalina.